# Araldus propinquus
Araldus propinquus är en insektsart som beskrevs av Franz Xaver Fieber 1869. Araldus propinquus ingår i släktet Araldus och familjen dvärgstritar. Inga underarter finns listade i Catalogue of Life.